# Våra tigrar
Våra tigrar är en TV-serie från 1983 av naturfilmaren Jan Lindblad. Serien handlar om när Jan Lindblad och fotografen Pia Thörn blev föräldrar till två tigerungar som de skulle ta hand om tills de blev fullvuxna och skulle släppas ut i djungeln.
Tigerungarna döptes till Lillan och Rani. I förtroendefull gemenskap följde Jan och Pia tigerungarnas utveckling från tigerungar till fullvuxna rovdjur. 
I TV-serien berättar Jan Lindblad om deras fantastiska liv tillsammans, om strapatser och lustiga och farliga situationer. Det kom även ut en bok med berättelser från projektet som heter Tigrarna, vårt största äventyr. TV-serien spelades in i Södermanland på Stenön i sjön Waldemaren och på Bergslagstorpet i djupaste vinter. 
Serien sändes i tre 50-minuters avsnitt med premiär den 5 mars 1983. 

## Uppmärksamhet
Jan Lindblad lyckades hålla platsen för projektet hemligt så att tigrarna inte skulle störas. Genom en bra dialog med såväl lokaltidningarna i Dalarna som i Sörmland så skrev ingen om projektet så länge tigrarna vistades där. Efter vistelsen publicerade de med Jan Lindblads samtycke reportage inklusive intervjuer med honom. 
När han efter att de haft tigrarna i 16 månader reste till Indien och då bodde hos ett svensk-tyskt journalistpar skrev dessa däremot artiklar direkt som resulterade i skandalartade löpsedlar och artiklar som bland annat sade att han var tvungen att avliva tigrarna vilket inte var sant.

## Projektets mål
Det var meningen att tigrarna skulle placeras ut i Ranthambhor nationalpark i Rajasthan men det hindrades av den då nyinstiftade lagen att man inte fick släppa ut vilddjur, som uppfostrats hemma och i parker, i vildmarken. Lillan och Rani hamnade istället i Kolmårdens djurpark och sedan i Borås djurpark.